# Pseudoterpna armoraciaria
Pseudoterpna armoraciaria är en fjärilsart som beskrevs av Charles Oberthür 1896. Pseudoterpna armoraciaria ingår i släktet Pseudoterpna och familjen mätare. Inga underarter finns listade.